# ألبرتو لوبيز بيلو
ألبرتو لوبيز بيلو (بالإسبانية: Alberto López Bello)‏ هو صحفي مكسيكي، ولد في 1985، وتوفي في 17 يوليو 2013.